# Circo Stankowich
O Circo Stankowich é um dos mais antigos circos no Brasil cujos fundadores têm ascendência  francesa e  romena e há quase 200 anos circula em território brasileiro, essencialmente no estado de São Paulo e Rio de Janeiro.

## História
De origem romena, o Circo Stankowich mantém uma tradição de mais de um século na qual a arte circense vem transmitida de geração para geração. No ano de 1850, Pedro Stankowich e sua família chegam na América do Sul, fugindo da guerra que acontecia naquele momento na Europa. Em 1856, Pedro Stankowich chega ao Brasil somente com os animais amestrados, pois tinha perdido o circo que naquela época ja existia na Romênia. Juntamente com várias famílias circenses vieram para São Paulo, Rio de Janeiro e Rio Grande do Sul. No estado de Minas Gerais, a família ficou numerosa e teve que se dividir porque era difícil todos trabalharem juntos.
Ao chegarem em Soledade, uma pequena cidade do Rio Grande do Sul, Constantino Stankowich, filho de Pedro Stankowich, conheceu Aurora que era professora na cidade. Ela tinha 21 anos quando o circo passou por ali. Se casaram e seguiu com o circo. Antônio Stankowich, um dos filhos de Constantino e Aurora Stankowich, nasce em 1935 na cidade de Guaíba, Rio Grande do Sul. Faz parte da quarta geração da família Stankowich. Foi acrobata, malabarista, trapezista, equilibrista e palhaço com o nome de "Lamparina", nome esse herdado de avós e tios. Aos 23 anos teve o privilégio de ser diretor e proprietário do circo, incumbido de ser responsável pela família e pelos funcionários.
Com o passar do tempo, para que o circo não morresse, contrataram mais artistas, além de grandes shows de rádio e televisão. Nessa época tratava-se de um circo de grande porte. Hoje, Antonio Stankowich juntamente com esposa, filhos e netos, construíram uma grande companhia considerada pelos grandes críticos e empresários circenses uma das maiores da América Latina
Uma semana após receber autuação por maus-tratos aos animais, o circo Stankowich, instalado em Itajaí (SC) há três semanas, entregou sete tigres, um chimpanzé, um urso e um elefante ao Instituto Brasileiro de Meio Ambiente (Ibama), na tarde desta sexta-feira (27).
Os animais foram retirados do circo em uma operação que envolveu funcionários do Núcleo de Fauna do órgão ambiental, de Florianópolis, e a Polícia Federal.
O coordenador do Núcleo de Fauna, Hélio Bustamante, disse à reportagem do "Jornal de Santa Catarina" que o Ibama constatou que cinco dos sete tigres tiveram as garras removidas. A compra de alimentação para os felinos, confirmada pelo estabelecimento com notas fiscais, limitou-se a 120 quilos de carne de frango ao longo de uma semana.
"O ideal é que cada animal coma de 8 a 9 quilos de carne variada por dia. A média que fizemos é que os tigres estavam recebendo 2,8 quilos diários e apenas de frango, como pescoço", afirmou Bustamante.
Segundo o Ibama, o elefante apreendido ficava em uma cela pequena, com a pata presa por uma corrente. O chimpanzé ficava sozinho em outra cela, onde as condições de higiene seriam inadequadas e o urso também tinha as garras removidas.
Advogados do circo tentaram intervir na tomada dos animais, apresentando licenças mas, segundo o Ibama, a situação de maus tratos estava caracterizada.
O departamento de marketing do Circo Stankowich se defendeu, informando que a fiscalização chegou ao local em horário anterior ao habitual para a limpeza das celas. Os responsáveis também afirmaram que, apesar de não terem apresentado as notas no momento da vistoria, todos os animais recebem alimentação adequada e não sofrem maus-tratos.
.